# Екатерина Михайлова
Екатерина Иванова Михайлова е български юрист и политик от Демократи за силна България (ДСБ), народен представител в XXXVI, XXXVII, XXXVIII, XXXIX народно събрание. През периода от 2001 до пролетта на 2002 г. е председател на Съюза на демократичните сили (СДС). Заместник-председател на XL народно събрание и XLI народно събрание.

## Биография
Родена е на 24 октомври 1956 г. в Пазарджик в семейство на лекар и преподавател. Завършва право в Софийския държавен университет през 1978 г. Работи като адвокат от 1980 г. След 1989 г. става член на Обединения християндемократически център. През 1991 – 1994 г. е депутат в XXXVI народно събрание, заместник-председател на парламентарната група на СДС и член на Законодателната комисия. През 1994 – 1997 г. е депутат в XXXVII народно събрание, избрана с листата на СДС. През 1995 г. е избрана за зам.-председател на парламентарната Комисия по правата на човека и вероизповеданията. През 1997 г. е избрана за депутат в XXXVIII народно събрание и председател на парламентарната група на Обединените демократични сили (ОДС). През юни 2001 г. е избрана за депутат в XXXIX народно събрание. След като ОДС губи изборите от новосъздаденото Национално движение Симеон Втори (НДСВ) и оттеглянето на Иван Костов от НИС, Екатерина Михайлова е избрана за лидер на СДС. През март 2002, на XIII Национална конференция на партията, губи поста в съревнование с Надежда Михайлова.
През 2004 г. е сред депутатите, отделили се от СДС и образували парламентарна група на ОДС, а по-късно основали партия Демократи за силна България (ДСБ). От май 2004 г. е заместник-председател на ДСБ и председател на парламентарната ѝ група. През 2005 г. е избрана за народен представител в XL народно събрание, заместник-председател на НС на ротационен принцип и заместник-председател на парламентарната група на ДСБ.
Екатерина Михайлова чете лекции по Теория и практика на парламентаризма и по Нормотворчество в Нов български университет и в Пловдивския университет „Паисий Хилендарски“. През май 2005 г. в рамките на проекта „Политическият език“ (в който участват преподаватели от Катедрата по български език и студенти от специалност Българска филология на СУ „Св. Климент Охридски“) е отличена за умение за целенасочено и убедено внушаване на идеи и политически пристрастия с показан стремеж към използване на толерантен език.
Член на Интернет общество - България от 11 януари 2002 г.
На 6 ноември 2007 г. с решение на академичния съвет на НБУ е удостоена със званието „Почетен професор на Нов български университет“ за големия ѝ принос за развитието на теорията и практиката на парламентарната държава.